# 위계에 의한 공무집행방해죄
위계에 의한 공무집행방해죄(僞計에 依한 公務執行妨害罪)는 위계로서 공무원의 직무 집행을 방해하는 죄. 5년 이하의 징역 또는 1천만원 이하의 벌금에 처한다(137조). 단순공무집행방해죄와 다른 점은 그 수단이 폭행·협박이 아니라 위계라는 것, 직무집행 중의 공무원에 대하여 행하여지는 것에 한하지 않는다는 것, 공무원이 아닌 제3자를 기만함으로써도 범할 수 있다는 것, 직무의 집행을 예상하고서 행한 경우에는 단순 공무집행방해죄는 성립되지 않으나 본죄는 성립될 수 있다는 것, 직무집행이 현실로 방해된 경우에만 본죄는 성립된다는 것 등이다. '위계(僞計)'는 타인의 부지(不知) 또는 착오를 이용하는 것으로서 비밀이든 공연(公然)이든 불문한다.

## 사례

### 긍정
- 피의자나 참고인이 피의자의 무고함을 입증하는 등의 목적으로 적극적으로 허위의 증거를 조작하여 제출하였고 그 증거 조작의 결과 수사기관이 그 진위에 관하여 나름대로 충실한 수사를 하더라도 제출된 증거가 허위임을 발견하지 못하여 잘못된 결론을 내리게 될 정도에 이르 렀다면 이는 위계에 의하여 수사기관의 수사행위를 적극적으로 방해한 것으로서 위계에 의한 공무집행방해죄가 성립된다.[1]
- 갑 정당의 제19대 국회의원 비례대표 후보자 추천을 위한 당내 경선과정에서 피고인들이 선거권자들로부터 인증번호만을 전달받은 뒤 그들 명의로 특정 후보자에게 전자투표를 함으로써 위계로써 갑 정당의 경선관리 업무를 방해하였다는 내용으로 기소된 사안에서, 국회의원 비례대표 후보자 명단을 확정하기 위한 당내 경선은 정당의 대표자나 대의원을 선출하는 절차와 달리 국회의원 당선으로 연결될 수 있는 중요한 절차로서 직접투표의 원칙이 그러한 경선절차의 민주성을 확보하기 위한 최소한의 기준이 된다고 할 수 있는 점 등 제반 사정을 종합할 때, 당내 경선에도 직접·평등·비밀투표 등 일반적인 선거원칙이 그대로 적용되고 대리투표는 허용되지 않는다는 이유로 피고인들에게 유죄를 인정한 사례[2].
- 변호사 甲이 접견을 핑계로 수용자를 위하여 휴대전화와 증권거래용 단말기를 구치소 내로 몰래 반입하여 이용하게 한 경우[3]
- 음주운전을 하다가 교통사고를 야기한 후 그 형사처벌을 면하기 위하여 타인의 혈액을 자신 의 혈액인 것처럼 교통사고 조사 경찰관에게 제출하여 감정하도록 한 경우[4]
- A가 마치 B인 것처럼 시험감독자를 속이고 운전면허시험에 대리로 응시한 경우[5]
- 甲이 수사기관의 착오를 이용하여 적극적으로 피의사실에 관한 증거를 조작하여서 나름대로 충실한 수사를 하더라도 제출된 증거가 허위임을 발견하지 못할 정도인 경우[6]

### 부정
- 법원공무원의 구체적이고 현실적인 어떤 직무집행이 방해되었다고 할 수는 없으므로, 위계에 의한 공무집행방해죄가 성립한다고 볼 수는 없다.[7]
- 연구실적심사의 기준을 강화하자고 제안한 것은 해당 학과의 전임교원 임용목적에 부합하는 것으로서 공정한 경우에 해당하므로, 설사 학과장의 행위가 결과적으로는 지원자에게 유리한 결과가 되었다 하더라도 형법 제137조에서 말하는 ‘위계’에 해당하지 않는다[8]
- 법원에 가처분신청을 하면서 허위의 증거를 제출한 경우[9]
- 교도관과 재소자가 상호 공모하여 재소자가 교도관으로부터 담배를 교부받아 이를 흡연한 경우[10]

## 판례
- 음주운전을 하다가 교통사고를 야기한 후 형사처벌을 면하기 위하여 타인의 혈액을 자신의 혈액인 것처럼 교통사고 조사 경찰관에게 제출하여 감정하도록 한 경우
- 신청인이 허위의 자료를 첨부하여 비자발급 신청을 하였고, 이에 대하여 업무담당자가 충분히 심사하였으나 신청사유 및 소명자료가 허위인 것을 발견하지 못하여 이를 수리한 경우

## 같이 보기
- 대한민국 형법 제137조